# The Chronicle of the Black Sword
The Chronicle of the Black Sword è il quattordicesimo album in studio del gruppo space rock britannico Hawkwind, registrato nel 1985 e pubblicato nello stesso anno.
È un concept album ispirato alle gesta di Elric di Melniboné e alla sua spada Stormbringer.

## Tracce
1. Song of the Swords – 3:25 –  (Brock)
2. Shade Gate – 3:01 –  (Bainbridge)
3. The Sea King – 3:23 –  (Lloyd-Langton)
4. The Pulsing Cavern – 2:33 –  (Bainbridge, Davey)
5. Elric the Enchanter – 4:51 –  (Davey)
6. Needle Gun – 4:13 –  (Brock)
7. Zarozinia – 3:21 –  (Brock, Tait)
8. The Demise – 1:02 –  (Bainbridge, Brock)
9. Sleep of a Thousand Tears – 4:09 –  (Brock, Moorcock)
10. Chaos Army – 0:53 –  (Bainbridge, Brock)
11. Horn of Destiny – 6:21 - (Brock)

Flicknife CD bonus tracks
12. Arioch - 3:26 (Davey)
13. Assault and Battery [Live] (Brock)
14. Sleep of a Thousand Tears [Live] (Moorcock, Brock)
Dojo and Griffin CD bonus tracks
12. The War I Survived [live] - 4:00 (Brock, Davey, Neville-Neil)
13.  Voice inside your head [Live] - 4:57 (Bainbridge, Brock) 
Atomhenge CD bonus tracks
12. Arioch (Davey) 
13. Night of the Hawks (Brock) 
14. Green Finned Demon (Robert Calvert, Brock) 
15. Dream dancers (Bainbridge, Brock) 
16. Dragons and Fables (Lloyd-Langton) 
1. Arioch – 3:26 –  (Davey)
2. The War I Survived [live] – 4:00 –  (Brock, Davey, Neville-Neil)
3. Voice Inside Your Head [live] – 4:57 –  (Bainbridge, Brock)

## Formazione
- Dave Brock - chitarra, tastiere, voce
- Huw Lloyd-Langton - chitarra, voce
- Harvey Bainbridge - tastiere, voce
- Alan Davey - basso
- Danny Thompson Jr - batteria
- Dave Charles - percussioni